# An-kchang
An-kchang (čínsky pchin-jinem Ānkāng, znaky 安康) je městská prefektura v Čínské lidové republice, která patří do provincie Šen-si. Celá prefektura má rozlohu 23 510 čtverečních kilometrů a v roce 1999 v ní žily bezmála tři miliony obyvatel, v roce 2020 dvaapůl milionu.

## Poloha
An-kchang leží na jižním kraji provincie Šen-si jižně od pohoří Čchin-ling a severně od pohoří Ta-pa-šan. Teče tudy část svého horního toku řeka Chan-ťiang. V rámci provincie hraničí prefektura na západě s Chan-čungem, na severu se Si-anem a na východě se Šang-luo.

## Administrativní členění
Městská prefektura An-kchang se člení na deset celků okresní úrovně, a sice jeden městský obvod, jeden městský okres a osm okresů.
| Chan-pin městský okres · Sün-jang okres · Chan-jin okres · Š’-čchüan okres · Ning-šan okres · C’-jang okres · Lan-kao okres · Pching-li okres · Čen-pching okres · Paj-che |        |                       |                    |                                  |
| Název | Název  | Počet obyvatel (2020) | Rozloha km² (2020) | Hustota zalidnění (obyv. na km²) |
| český přepis | znaky  | Počet obyvatel (2020) | Rozloha km² (2020) | Hustota zalidnění (obyv. na km²) |
| Městský obvod |        |                       |                    |                                  |
| Chan-pin | 汉滨区 | 894 853               | 3 644              | 246                              |
| Městský okres |        |                       |                    |                                  |
| Sün-jang | 旬阳市 | 357 876               | 3 533              | 101                              |
| Okresy |        |                       |                    |                                  |
| Chan-jin | 汉阴县 | 240 188               | 1 365              | 176                              |
| Š’-čchüan | 石泉县 | 153 221               | 1 516              | 101                              |
| Ning-šan | 宁陕县 | 59 905                | 3 664              | 16                               |
| C’-jang | 紫阳县 | 260 971               | 2 242              | 116                              |
| Lan-kao | 岚皋县 | 135 006               | 1 956              | 69                               |
| Pching-li | 平利县 | 181 286               | 2 648              | 68                               |
| Čen-pching | 镇坪县 | 47 356                | 1 502              | 32                               |
| Paj-che | 白河县 | 162 774               | 1 441              | 113                              |
| |        |                       |                    |                                  |
| Celkem | Celkem | 2 493 436             | 23 510             | 106                              |